# Makk (terméstípus)

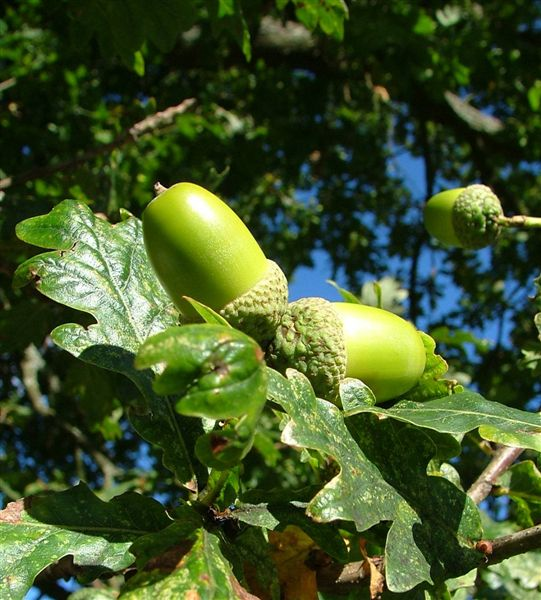
Kocsányos tölgy makkjai

Makk a neve a tölgy (tehát a bükkfafélék családján belül a Quercus, Lithocarpus és Cyclobalanopsis nemzetségek) makktermésének.
A makk egy, néha két magot tartalmaz, kehely alakú kupacsban ül, hossza 1–6 cm, szélessége 0,8–4 cm között változik. Fajtól függően 6 hónaptól 2 évig tarthat beérésük időtartama; a tölgyfajok meghatározásában a makk morfológiájának fontos szerepe van.

## Típusai
- csertölgy: a makk csoportosan nő, hosszúkás, erőteljes, hengeres; a terméskocsány rövid; a kupacs függelékes.
- kocsánytalan tölgy: a makk kis csoportokban ül, rövid, zömök; a terméskocsány rövid; a kupacs fedelékes
- kocsányos tölgy: a makk egyenként vagy kis csoportokban ül, bögre alakú, hengeres; a terméskocsány hosszú; a kupacs tálszerű, fedelékes
- molyhos tölgy: a makk egyenként vagy csoportokban ül, gyakran a csúcs felé keskenyedő; a terméskocsány rövid; a kupacs fedelékes
- magyar tölgy: [1]termése egy év alatt érik, 2–3 cm-es makk; kupacsa szálas pikkelyű, molyhos, a makk 1/3-át borítja.

## A makk mint táplálék

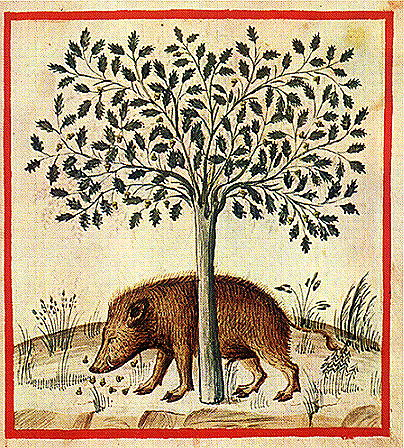
Tölgyerdőkben szokás volt a „makkoltatás”, az ősi sertéshizlalási mód

A makk az erdei állatok egyik legfontosabb táplálékforrása ott, ahol tölgyek előfordulnak. Tartalmaz makkot a madarak (varjúfélék, galambok, egyes récék és több harkályfaj) étrendje is. Az apró termetű emlősök közül az egerek, mókusok és számos más rágcsáló eszi. A nagyobb testű állatok közül a disznófélék (pl. vaddisznó), medvék és szarvasfélék fogyasztják. Az őz étrendjének 25%-át is kiteheti ősszel. Egyes állatok, például a lovak számára toxikus a fogyasztása. Egykor, főleg ínséges időkben emberi táplálékforrásként is felhasználták például lisztté őrölve, de a bükkmakk alkalmasabb erre a célra. Egyes lepkék és zsizsikek lárvája is fogyasztja az ifjú makkok magját.
A makk vonzó táplálék az állatok számára, mivel nagyméretű, így hatékonyan elfogyasztható vagy elrejthető. Gazdag tápanyagokban. Fajonként különböző mértékben, de nagy mennyiségű fehérjét, szénhidrátot és zsírt, ezenkívül kalciumot, foszfort, káliumot és niacint tartalmaz.
A makk jelentős mennyiséget tartalmaz a keserű tanninból (csersav), ami egy növényi polifenol, és a fehérje-anyagcsere zavarát okozhatja. Ez ellen az állatok különböző stratégiákkal védekeznek: megpróbálják a kevesebb csersavat tartalmazó makkokat fogyasztani, megvárhatják míg elég nedvesség éri a makkokat, hogy a tannint kiáztassa belőlük, vagy más táplálékokkal felhigíthatják makk-étrendjüket. Sok rovar, madár és emlős emésztőrendszere jobban kezeli a tanninokat mint az embereké. Számos kultúrában fejlesztettek ki különböző módszereket és eszközöket a makk kilúgozására.

### Makkoltatás
Egyes nagyobb tölgyerdőkben szokás volt a „makkoltatás”. Ez egy ősi, extenzív hizlalási mód volt, a kukorica és a burgonya elterjedése előtt, melynek során a sertéseket októberben-novemberben az alkalmi legelőként szolgáló tölgy- és bükkerdőkbe hajtották, ahol a gazdag makktermést fogyasztották, míg az el nem fogyott vagy a nagy hó nem akadályozta a makkoltatást (ez esetben tavasszal visszahajtották őket). Kisebb szerepet játszott a juhok, kecskék és szarvasmarhák takarmányozásában.

## Külső hivatkozások
- Magyar néprajzi lexikon: Makkoltatás